# ليمان إنجل
ليمان إنجل (بالإنجليزية: Lehman Engel)‏ هو ملحن أمريكي، ولد في 14 سبتمبر 1910، وتوفي في 29 أغسطس 1982.

## وصلات خارجية
- ليمان إنجل على موقع IMDb (الإنجليزية)
- ليمان إنجل على موقع الموسوعة البريطانية (الإنجليزية)
- ليمان إنجل على موقع ميوزك برينز (الإنجليزية)
- ليمان إنجل على موقع قاعدة بيانات برودواي على الإنترنت (الإنجليزية)
- ليمان إنجل على موقع قاعدة بيانات برودواي على الإنترنت (الإنجليزية)
- ليمان إنجل على موقع ديسكوغز (الإنجليزية)